# Савет у Ваљадолиду
Савет у Ваљадолиду (1550) сазвао је цар Карло V са циљем да се расправе правна и теолошка питања у вези са колонизацијом Америке и правима америчких староседелаца.

## Расправа о правима Индијанаца
На савету су расправљане две главне правне опције: да се Индијанцима дају грађанска права као равноправним грађанима Шпаније, или да се одржи дотадашње стање у колонијама, по коме су Индијанци били подређени Шпанцима у систему енкомијенде, што је највећи део домородачког становништва сводило на положај робова.
Канибализам, пагански обичаји, нескромно одевање, сексуална слобода и недостатак писане историје и закона код староседелаца Новог света били су главни аргумент у прилог поробљавања и насилног покрштавања Индијанаца, који су заступали тадашњи властодршци и поседници у колонијама. Интересе шпанских колониста заступао је аристотеловски мислилац Хуан Гинес де Сепулведа, који се на савету у Ваљадолиду упустио у славну расправу са Бартоломеом де лас Касасом о исправним методама пропагирања хришћанства и шпанског колонијализма у Новом свету. Лас Касас се залагао за добронамерно поступање и мирно преобраћење у хришћанство дивљих људи, који су били нови светски облици антропофага и длакавих дивљих људи из класичних гршких и римских историја; Сепулведа је узвратио да су ови људи - ако они нису биле више звери него људи - природни робови о којима је Аристотел говорио у Политици и да њихово служење освајачима и њихово преобраћење треба да буду изазвани силом, наглашавајући као део свог аргумента њихову грешну сексуалност и недостатак писане историје и закона. Сепулведа је заправо пренео идеје најранијих грчких извештаја о фантастичној географији Индије и Африке у Нови свет и трансформисао Индијанце Америке у псоглавце, пигмеје и длакаве дивље људе. Митови о монструозним расама, иако су географски застарели до Колумбовог времена, били су превише витални да би се одбацили, јер су пружали спреман и познат начин гледања на становнике Новог света. Хуан Гинес де Сепулведа се у великој мери ослањао на Општу историју Индије шпанског краљевског историчара Гонзала Фернандеза де Овиједа (објављена 1526. године) у свом покушају да покаже да Индијцима недостају интелектуалне способности и религиозне врлине и да се због тога може праведно борити против њих. Овиједов став према домородачким народима имао је снажан утицај у Шпанији, где га је лас Касас издвојио као „смртног непријатеља Индијанаца“ због начина на који је омаловажавао њихове обичаје и способности. У Овиједовој историји Индијанци су били лењи, покварени, злобни, идолопоклонички, зверски и заслуживали су ропство, које је и сам Овиједо практиковао. С друге стране, лас Касас је у свом формалном аргументу, Апологетска историја, одговорио на ставове краљевског историчара тачку по тачку.